# Liste des oiseaux de Picardie
La liste (encore incomplète) ci-dessous recense les oiseaux observés en Picardie.
Le territoire considéré correspond aux départements de la Picardie, soit l'Aisne, l'Oise, et la Somme.
Sont mentionnés, dans l'ordre :
- le nom français normalisé,
- le nom scientifique, avec la sous-espèce éventuellement,
- le nom vernaculaire usité en français.
- le statut de l'espèce :

nicheur
migrateur (régulier ; pélagique)
estivant
hivernant (régulier)
éteint (ne se trouve plus dans ce territoire)
introduit,
- la répartition départementale (cet aspect est toujours en cours de réalisation).

L'ordre et la composition des familles correspond à la classification proposée par Sibley, Monroe et Ahlquist, qui, par l'étude des ADN, se rapproche davantage de la parenté réelle des espèces. 
Sur la base de données naturalistes portée par l'association Picardie Nature https://clicnat.fr/, les données sont indexées selon le protocle INPN (Inventaire national du patrimoine naturel). 

## Liste par famille
- Phasianidae
  - Perdrix gambra (Alectoris barbara) - Introduite (Oise, XIXe siècle)
  - Perdrix choukar (Alectoris chukar) - Introduite (Somme, années 1970)
  - Perdrix rouge (Alectoris rufa) - Nicheuse introduite (Aisne, Oise, Somme)
  - Perdrix grise (Perdix perdix) - Nicheuse (Aisne, Oise, Somme)
  - Caille des blés (Coturnix coturnix) - Nicheuse estivante (Aisne, Oise, Somme)
  - Faisan vénéré (Syrmaticus reevesii) - Nicheur introduit (Aisne, Oise, Somme)
  - Faisan de Colchide (Phasianus colchicus) - Nicheur introduit (Aisne, Oise, Somme)
  - Lagopède d'Écosse (Lagopus lagopus scoticus) - Introduit (Somme)
  - Gélinotte des bois (Bonasa bonasia) - Statut incertain (Aisne dans les années 1980-1990, Oise avec des données anciennes)

- Odontophoridae
  - Colin de Virginie (Colinus virginianus) - Introduit

- Anatidae
  - Cygne tuberculé ou muet (Cygnus olor) - Nicheur
  - Cygne noir (Cygnus atratus) - Feral
  - Cygne à cou noir (Cygnus melanocoryphus) - Échappé de captivité
  - Cygne de Bewick (Cygnus bewickii) - Hivernant
  - Cygne chanteur (Cygnus cygnus) - Hivernant
  - Oie cygnoïde (Anser cygnoides)
  - Oie des moissons ou de la taïga (Anser fabalis)
  - Oie de la toundra (Anser serrirostris)
  - Oie rieuse (Anser albifrons) - Hivernante
  - Oie cendrée (Anser anser) - Nicheuse, migratrice et hivernante
  - Oie à tête barrée (Anser indicus) - Echappée de captivité
  - Oie des neiges (Chen caerulescens) - Echappée de captivité
  - Oie empereur (Chen canagica) - Echappée de captivité
  - Bernache cravant (Branta bernicla) - Migratrice et hivernante
  - Tadorne de Belon (Tadorna tadorna) - Nicheur
  - Canard pilet (Anas acuta) - Nicheur, migrateur et hivernant
  - Canard souchet (Anas clypeata) - Nicheur, migrateur et hivernant
  - Sarcelle d'hiver (Anas crecca) - Nicheur, migrateur et hivernant
  - Canard siffleur (Anas penelope) - Migrateur et hivernant
  - Canard colvert (Anas platyrhynchos) - Nicheur et hivernant
  - Sarcelle d'été (Anas querquedula) - Nicheur et migrateur
  - Canard chipeau (Anas strepera) - Nicheur, migrateur et hivernant
  - Nette rousse (Netta rufina) - Nicheuse, migratrice et hivernante
  - Fuligule milouin (Aythya ferina) - Nicheur, migrateur et hivernant
  - Fuligule morillon (Aythya fuligula) - Nicheur, migrateur et hivernant
  - Fuligule milouinan (Aythya marila) - Migrateur et hivernant
  - Fuligule nyroca (Aythya nyroca) - Migrateur
  - Eider à duvet (Somateria mollissima) - Nicheur exceptionnel, migrateur et hivernant
  - Harelde de Miquelon (Clangula hyemalis) - Migratrice et hivernante
  - Macreuse brune (Melanitta fusca) - Hivernante
  - Macreuse noire (Melanitta nigra) - Hivernante
  - Garrot à œil d'or (Bucephala clangula) - Hivernant
  - Harle piette (Mergus albellus) - Hivernant
  - Harle huppé (Mergus serrator) - Migrateur et hivernant
  - Harle bièvre (Mergus merganser) - Hivernant

- Picidae
  - Pic cendré (Picus canus)
  - Pic vert (Picus viridis) - Nicheur
  - Pic noir (Dryocopus martius) - Nicheur
  - Pic épeiche (Dendrocopos major) - Nicheur
  - Pic mar (Dendrocopos medius) - Nicheur
  - Pic épeichette (Dendrocopos minor) - Nicheur
  - Torcol fourmilier (Jynx torquilla) - Nicheur estivant

- Upupidae
  - Huppe fasciée (Upupa epops) - Nicheuse

- Alcedinidae
  - Martin-pêcheur d'Europe (Alcedo atthis) - Nicheur, migrateur et hivernant

- Meropidae
  - Guêpier d'Europe (Merops apiaster) - Nicheur estivant

- Cuculidae
  - Coucou gris (Cuculus canorus) - Nicheur estivant

- Apodidae
  - Martinet noir (Apus apus) - Nicheur estivant

- Tytonidae
  - Effraie des clochers (Tyto alba) - Nicheuse

- Strigidae
  - Hibou des marais (Asio flammeus) - Nicheur occasionnel
  - Hibou moyen-duc (Asio otus) - Nicheur, migrateur et hivernant
  - Chevêche d'Athéna (Athene noctua) - Nicheuse
  - Hibou petit-duc (Otus scops)
  - Chouette hulotte (Strix aluco) - Nicheuse

- Caprimulgidae
  - Engoulevent d'Europe (Caprimulgus europaeus) - Nicheur estivant

- Columbidae
  - Pigeon colombin (Columba oenas) - Nicheur
  - Pigeon ramier (Columba palumbus) - Nicheur
  - Tourterelle turque (Streptopelia decaocto) - Nicheuse
  - Tourterelle des bois (Streptopelia turtur) - Nicheuse

- Rallidae
  - Râle d'eau (Rallus aquaticus) - Nicheur
  - Marouette poussin (Porzana parva) - Nicheuse (éteinte ?)
  - Marouette ponctuée (Porzana porzana) - Nicheuse, migratrice et hivernante
  - Marouette de Baillon (Porzana pusilla) - Nicheuse (probable)
  - Poule d'eau (Gallinula chloropus) - Nicheuse
  - Foulque macroule (Fulica atra) - Nicheuse, migratrice et hivernante

- Accipitridae
  - Autour des palombes (Accipiter gentilis) - Nicheur
  - Épervier d'Europe (Accipiter nisus) - Nicheur
  - Buse variable (Buteo buteo) - Nicheuse
  - Circaète jean-le-blanc (Circaetus gallicus) - Nicheur (éteint ?)
  - Busard des roseaux (Circus aeruginosus) - Nicheur, migrateur et hivernant
  - Busard Saint-Martin (Circus cyaneus) - Nicheur, migrateur et hivernant
  - Busard cendré (Circus pygargus) - Nicheur estivant
  - Milan noir (Milvus migrans) - Nicheur exceptionnel
  - Milan royal (Milvus milvus) - Nicheur et migrateur
  - Pygargue à queue blanche (Haliaeetus albicilla) - Hivernant exceptionnel
  - Bondrée apivore (Pernis apivorus) - Nicheuse
  - Aigle botté (Hieraaetus pennatus) - Accidentel
  - Balbuzard pêcheur (Pandion haliaetus) - Migrateur

- Falconidae
  - Faucon émerillon (Falco columbarius) - Migrateur et hivernant
  - Faucon pèlerin (Falco peregrinus) - Nicheur et migrateur
  - Faucon hobereau (Falco subbuteo) - Nicheur estivant, migrateur, hivernant exceptionnel
  - Faucon crécerelle (Falco tinnunculus) - Nicheur

- Podicipedidae
  - Grèbe esclavon (Podiceps auritus) - Hivernant
  - Grèbe jougris (Podiceps grisegena) - Migrateur et hivernant
  - Grèbe huppé (Podiceps cristatus) - Nicheur, migrateur et hivernant
  - Grèbe à cou noir (Podiceps nigricollis) - Nicheur, migrateur et hivernant
  - Grèbe castagneux (Tachybaptus ruficollis) - Nicheur, migrateur et hivernant

- Sulidae
  - Fou de Bassan (Morus bassanus) - Nicheur, migrateur et estivant

- Phalacrocoracidae
  - Cormoran huppé (Phalacrocorax aristotelis) - Migrateur et hivernant exceptionnels
  - Grand cormoran (Phalacrocorax carbo) - Nicheur, migrateur et hivernant

- Ardeidae
  - Héron cendré (Ardea cinerea) - Nicheur, migrateur et hivernant
  - Héron pourpré (Ardea purpurea) - Nicheur exceptionnel, migrateur rare
  - Grande aigrette (Ardea alba) - Migratrice et hivernante
  - Crabier chevelu (Ardeola ralloides) - Nicheur exceptionnel et estivant
  - Héron garde-bœuf (Bubulcus ibis) - Nicheur, migrateur et hivernant
  - Aigrette garzette (Egretta garzetta) - Nicheuse, migratrice et hivernante
  - Butor étoilé (Botaurus stellaris) - Nicheur sédentaire
  - Blongios nain (Ixobrychus minutus) - Nicheur estivant
  - Bihoreau gris (Nycticorax nycticorax) - Nicheur, migrateur et hivernant

- Threskiornithidae
  - Spatule blanche (Platalea leucorodia) - Nicheuse, migratrice et hivernante
  - Ibis sacré (Threskiornis aethiopicus)

- Ciconiidae
  - Cigogne blanche (Ciconia ciconia) - Nicheuse, migratrice et hivernante
  - Cigogne noire (Ciconia nigra) - Nicheuse très rare, migratrice régulière

- Gaviidae
  - Plongeon catmarin (Gavia stellata) - Migrateur et hivernant régulier
  - Plongeon arctique (Gavia arctica) - Migrateur et hivernant régulier
  - Plongeon imbrin (Gavia immer) - Migrateur et hivernant rares

- Procellariidae
  - Fulmar (Fulmarus glacialis) - Nicheur, migrateur et hivernant
  - Puffin cendré (Calonectris diomedea) - Migrateur pélagique
  - Puffin majeur (Puffinus gravis) - Migrateur pélagique
  - Puffin fuligineux (Puffinus griseus) - Migrateur pélagique
  - Puffin des Baléares (Puffinus mauretanicus) - Migrateur
  - Puffin des Anglais (Puffinus puffinus) - Migrateur
  - Pétrel tempête (Hydrobates pelagicus) - Migrateur pélagique
  - Océanite culblanc (Oceanodroma leucorhoa) - Migrateur pélagique

- Scolopacidae
  - Tournepierre à collier (Arenaria interpres) - Migratrice
  - Barge à queue noire (Limosa limosa) - Nicheuse (éteinte ?), migratrice et hivernante
  - Courlis cendré (Numenius arquata) - Nicheur, migrateur et hivernant
  - Bécasseau variable (Calidris alpina) - Migrateur, hivernant et estivant
  - Chevalier guignette (Actitis hypoleucos) - Nicheur, migrateur et hivernant
  - Combattant (Philomachus pugnax) - Nicheur (éteint), migrateur et hivernant
  - Chevalier gambette (Tringa totanus) - Nicheur, migrateur et hivernant
  - Bécassine des marais (Gallinago gallinago) - Nicheuse, migratrice et hivernante
  - Bécasse des bois (Scolopax rusticola) - Nicheuse, migratrice et hivernante

- Burhinidae
  - Œdicnème criard (Burhinus oedicnemus) - Nicheur et migrateur

- Charadriidae
  - Huîtrier pie (Haematopus ostralegus) - Nicheur, migrateur et hivernant
  - Échasse blanche (Himantopus himantopus) - Nicheuse estivante
  - Avocette élégante (Recurvirostra avosetta) - Nicheuse, migratrice et hivernante
  - Gravelot à collier interrompu (Charadrius alexandrinus) - Nicheur, migrateur, hivernant exceptionnel
  - Petit gravelot (Charadrius dubius) - Nicheur estivant
  - Grand gravelot (Charadrius hiaticula) - Nicheur, migrateur et hivernant
  - Pluvier doré (Pluvialis apricaria) - Migrateur et hivernant
  - Vanneau huppé (Vanellus vanellus) - Nicheur

- Laridae
  - Goéland argenté (Larus argentatus) - Nicheur, migrateur et hivernant
  - Goéland leucophée (Larus michahellis) - Estivant et migrateur, hivernant peu commun
  - Goéland pontique (Larus cachinnans) - Accidentel
  - Goéland brun Larus fuscus - Nicheur, migrateur et hivernant
  - Goéland marin (Larus marinus) - Nicheur, migrateur et hivernant
  - Mouette rieuse (Chroicocephalus ridibundus) - Nicheuse, migratrice et hivernante
  - Mouette tridactyle (Rissa tridactyla) - Migratrice et hivernante pélagiques
  - Sterne hansel (Sterna nilotica) - Migratrice exceptionnelle
  - Sterne naine (Sterna albifrons) - Nicheur exceptionnelle, migratrice.
  - Sterne de Dougall (Sterna dougallii) - Migratrice exceptionnelle
  - Sterne pierregarin Sterna hirundo - Nicheuse et migratrice
  - Sterne arctique (Sterna paradisaea) - Migratrice
  - Sterne caugek (Sterna sandvicensis) - Nicheuse, migratrice, hivernante exceptionnelle
  - Guifette moustac (Chlidonias hybridus) - Migratrice
  - Guifette noire (Chlidonias niger) - Migratrice
  - Pingouin torda (Alca torda) - Migrateur et hivernant
  - Macareux moine (Fratercula arctica) - Migrateur exceptionnel
  - Guillemot de Troïl (Uria aalge) - Migrateur et hivernant

- Laniidae
  - Pie-grièche écorcheur (Lanius collurio) - Nicheuse estivante
  - Pie-grièche grise (Lanius excubitor) - Nicheuse, migratrice et hivernante
  - Pie-grièche à poitrine rose (Lanius minor) - Nicheuse estivante éteinte
  - Pie-grièche à tête rousse (Lanius senator) - Nicheuse estivante

- Corvidae
  - Choucas des tours (Corvus monedula) - Nicheur, migrateur et hivernant
  - Grand corbeau (Corvus corax) - Occasionnel
  - Corneille noire (Corvus corone) - Nicheuse
  - Corbeau freux (Corvus frugilegus) - Nicheur, migrateur et hivernant
  - Geai des chênes (Garrulus glandarius) - Nicheur, migrateur et hivernant
  - Pie bavarde (Pica pica) - Nicheur
  - Crave à bec rouge (Pyrrhocorax pyrrhocorax) - Occasionnel
  - Loriot d'Europe (Oriolus oriolus) - Nicheur estivant

- Cinclidae
  - Cincle plongeur (Cinclus cinclus) - Nicheur

- Muscicapidae
  - Merle noir (Turdus merula) - Nicheur, migrateur et hivernant
  - Merle à plastron (Turdus torquatus) - Migrateur
  - Grive mauvis (Turdus iliacus) - Migratrice et hivernante
  - Grive musicienne (Turdus philomelos) - Nicheuse, migratrice et hivernante
  - Grive litorne (Turdus pilaris) - Nicheuse, migratrice et hivernante
  - Grive draine (Turdus viscivorus) - Nicheuse, migratrice et hivernante
  - Gobemouche gris (Muscicapa striata) - Nicheur estivant
  - Gobemouche noir (Ficedula hypoleuca) - Nicheur estivant
  - Rouge-gorge familier (Erithacus rubecula) - Nicheur, migrateur et hivernant
  - Rossignol philomèle (Luscinia megarhynchos) - Nicheur estivant
  - Gorgebleue à miroir (Luscinia svecica) - Nicheuse et migratrice
  - Rougequeue noir (Phoenicurus ochruros) - Nicheur, migrateur et hivernant
  - Rougequeue à front blanc (Phoenicurus phoenicurus) - Nicheur estivant
  - Tarier des prés (Saxicola rubetra) - Nicheur estivant
  - Tarier pâtre (Saxicola rubicola) - Nicheur, migrateur et hivernant
  - Traquet motteux (Oenanthe oenanthe) - Nicheur estivant, migrateur, hivernant exceptionnel

- Sturnidae
  - Étourneau sansonnet (Sturnus vulgaris) - Nicheur, migrateur et hivernant

- Sittidae
  - Sittelle torchepot (Sitta europaea) - Nicheuse

- Certhiidae
  - Grimpereau des jardins (Certhia brachydactyla) - Nicheur
  - Troglodyte mignon (Nannus troglodytes) - Nicheur

- Paridae
  - Mésange noire (Periparus ater) - Nicheuse, migratrice et hivernante
  - Mésange charbonnière (Parus major) - Nicheuse, migratrice et hivernante
  - Mésange bleue (Cyanistes caeruleus) - Nicheuse, migratrice et hivernante
  - Mésange huppée (Lophophanes cristatus) - Nicheuse
  - Mésange nonnette (Poecile palustris) - Nicheuse

- Aegithalidae
  - Mésange à longue queue (Aegithalos caudatus) - Nicheuse

- Hirundinidae
  - Hirondelle de fenêtre (Delichon urbica) - Nicheuse estivante
  - Hirondelle de cheminée (Hirundo rustica) - Nicheuse estivante, hivernante exceptionnelle
  - Hirondelle de rivage (Riparia riparia) - Nicheuse estivante

- Regulidae
  - Roitelet triple-bandeau (Regulus ignicapillus) - Nicheur, migrateur et hivernant
  - Roitelet huppé (Regulus regulus) - Nicheur, migrateur et hivernant

- Cisticolidae
  - Cisticole des joncs (Cisticola juncidis) - Nicheur, migrateur et hivernant

- Sylviidae
  - Bouscarle de Cetti (Cettia cetti) - Nicheuse
  - Locustelle luscinoïde (Locustella luscinioides) - Nicheuse estivante
  - Locustelle tachetée (Locustella naevia) - Nicheuse estivante
  - Rousserolle turdoïde (Acrocephalus arundinaceus) - Nicheuse estivante
  - Rousserolle verderolle (Acrocephalus palustris) - Nicheuse estivante
  - Phragmite des joncs (Acrocephalus schoenobaenus) - Nicheur estivant
  - Rousserolle effarvatte (Acrocephalus scirpaceus) - Nicheuse estivante
  - Hypolaïs polyglotte (Hippolais polyglotta) - Nicheur
  - Pouillot de Bonelli (Phylloscopus bonelli) - Nicheur estivant exceptionnel
  - Pouillot véloce (Phylloscopus collybita) - Nicheur, migrateur et hivernant
  - Pouillot siffleur (Phylloscopus sibilatrix) - Nicheur estivant
  - Pouillot fitis (Phylloscopus trochilus) - Nicheur estivant
  - Pouillot de Hume (Phylloscopus humei) - Accidentel
  - Fauvette à tête noire (Sylvia atricapilla) - Nicheuse estivante
  - Fauvette des jardins (Sylvia borin) - Nicheuse estivante
  - Fauvette grisette (Sylvia communis) - Nicheuse
  - Fauvette babillarde (Sylvia curruca) - Nicheuse
  - Fauvette pitchou (Sylvia undata) - Occasionnelle (statut à définir)
  - Panure à moustaches (Panurus biarmicus) - Nicheuse, migratrice et hivernante

- Alaudidae
  - Alouette des champs (Alauda arvensis) - Nicheuse, migratrice et hivernante
  - Alouette calandrelle (Calandrella brachydactyla) - Occasionnelle
  - Cochevis huppé (Galerida cristata) - Nicheur sédentaire
  - Alouette lulu (Lullula arborea) - Nicheuse très rare, migratrice et hivernante

- Passeridae
  - Moineau domestique (Passer domesticus) - Nicheur surtout sédentaire
  - Moineau friquet (Passer montanus) - Nicheur, migrateur et hivernant
  - Pipit rousseline (Anthus campestris) - Migrateur
  - Pipit maritime (Anthus petrosus) - Migrateur et hivernant
  - Pipit farlouse (Anthus pratensis) - Nicheur, migrateur et hivernant
  - Pipit des arbres (Anthus trivialis) - Nicheur estivant
  - Bergeronnette grise (Motacilla alba) - Nicheuse, migratrice et hivernante
  - Bergeronnette des ruisseaux (Motacilla cinerea) - Nicheuse, migratrice et hivernante
  - Bergeronnette printanière (Motacilla flava) - Nicheuse estivante
    - Bergeronnette flavéole (Motacilla flava flavissima) - Nicheuse estivante

  - Accenteur mouchet (Prunella modularis) - Nicheur, migrateur et hivernant

- Fringillidae
  - Linotte mélodieuse (Carduelis cannabina) - Nicheuse, migratrice et hivernante
  - Chardonneret élégant (Carduelis carduelis) - Nicheur, migrateur et hivernant
  - Verdier d'Europe (Carduelis chloris) - Nicheur, migrateur et hivernant
  - Tarin des aulnes (Carduelis spinus) - Nicheur occasionnel, migrateur et hivernant
  - Serin cini (Serinus serinus) - Nicheur surtout estivant, migrateur, hivernant occasionnel
  - Pinson des arbres (Fringilla coelebs) - Nicheur, migrateur et hivernant
  - Bouvreuil pivoine (Pyrrhula pyrrhula) - Nicheur
  - Bec-croisé des sapins (Loxia curvirostra) - Nicheur occasionnel, migrateur et hivernant
  - Grosbec casse-noyaux (Coccothraustes coccothraustes) - Nicheur, migrateur et hivernant
  - Bruant zizi (Emberiza cirlus) - Nicheur, migrateur et hivernant
  - Bruant jaune (Emberiza citrinella) - Nicheur, migrateur et hivernant
  - Bruant ortolan (Emberiza hortulana) - Migrateur occasionnel
  - Bruant des roseaux (Emberiza schoeniclus) - Nicheur, migrateur et hivernant
  - Bruant proyer (Emberiza calandra) - Nicheur, migrateur et hivernant